# Артроподология

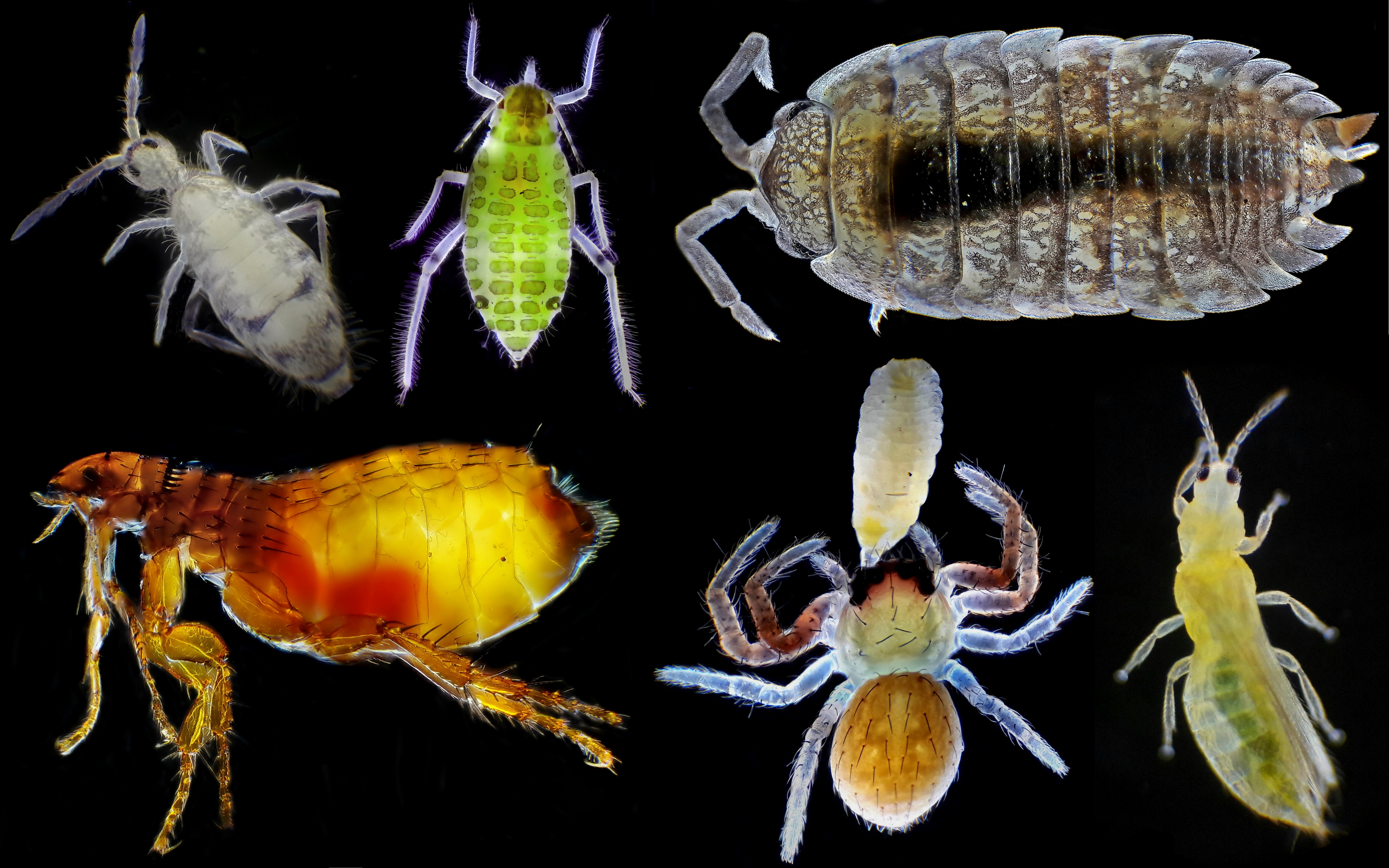
Мелкие членистоногие под микроскопом

Артроподология (от греческого ἄρθρον — артрон- «сустав», πούς-поюс-«нога» и ποδός — podos- «стопа», которые вместе означают «сочлененные ноги») — биологическая дисциплина, которая фокусируется на членистоногих. Членистоногие — беспозвоночные, которые принадлежат к типу членистоногих. Этот тип является самым большим среди фил в животном мире. К ним относятся насекомые, паукообразные, мириаподы и ракообразные. Эти животные сгруппированы по этому типу на основе общих для них особенностей. У них есть несколько парных соединительных конечностей и жесткий хитинозный экзоскелет. Экзоскелет — это жесткий внешний корпус, который защищает их мягкие внутренние органы. Артоподология занимается этими животными и стремится понять их эволюцию, анатомию, биологию и экологическую значимость. Артроподология, изучающая паразитический образ жизни некоторых членистоногих, называется медицинской артроподологией. Помимо паразитических членистоногих, есть также виды членистоногих, которые действуют как векторы болезни. Примером этого может быть комар. Некоторые виды комаров служат переносчиками вирусов и паразитов, вызывающих болезни. Москито-вирусные заболевания включают желтую лихорадку, лихорадку денге и зику. Москито-паразитарные заболевания — это малярия и лимфатический филяриатоз.
Артроподологию можно подразделить на следующие области, основанные на изучаемых ими группах животных: арахнология (изучающие пауки и другие паукообразные), энтомология (исследования насекомых), карцинология (исследования ракообразных) и мириаподология (исследование мириаподов).